# Tampondruck

Schaubild zum Tampondruck, mit Klischee (1), Tampon (2), Messer (3), Rakel (4), Druckfarbe (5) und Druckobjekt (6).

Der Tampondruck ist ein indirektes Tiefdruckverfahren, bei dem die Druckfarbe durch einen elastischen Tampon aus Silikonkautschuk von der Druckform auf den Bedruckstoff übertragen wird. Die Übertragung der Farbe auf das Material erfolgt durch Anpressen in unterschiedlichen Stärken. Das Tampondruckverfahren ist das wichtigste Verfahren zum Bedrucken von Kunststoffkörpern und ist damit unter anderem in der Werbemittelbranche von großer Bedeutung. Es ging aus dem Decalcierverfahren hervor, als 1968 der Graveurmeister Wilfried Philipp, Gründer von Tampoprint, die wenig standfesten Gelatinetampons dieses Verfahrens durch solche aus Silikonkautschuk ersetzte.

## Druckverfahren
Das Druckbild, das übertragen werden soll, wird mit einem Positiv-Film (Offsetfilm), auch Mattfilm genannt, auf ein Klischee belichtet. Man unterscheidet Stahlklischees und Kunststoffklischees. Bei Stahlklischees wird das Druckbild in die Stahloberfläche geätzt. Stahlklischees finden bei wiederkehrenden Druckbildern mit sehr hohen Stückzahlen Verwendung. Dieses Klischee wird nach der Belichtung ausgewaschen. Als Ergebnis bleibt das belichtete Druckbild vertieft auf der Oberfläche des Klischees zurück. Die Vorbereitung für den Druckvorgang ist damit abgeschlossen.
Nachdem das Klischee auf der Maschine montiert wurde, läuft der mechanische Vorgang des Druckes ab. Dabei wird die Druckfarbe mit Hilfe einer Rakel aus Metall oder Kunststoff (in früheren Jahren Rolle oder Bürste) vor und zurück bewegt und über das Klischee geschwemmt. Bei einer Rückwärtsbewegung zieht ein Messer die Farbe wieder ab und lässt sie in der Vertiefung zurück. Anschließend setzt der Tampon auf diese Druckform auf, hebt unter Mitnahme von Druckfarbe wieder ab und fährt zum Bedruckstoff. Dort senkt sich der Tampon, passt sich der Form an und hinterlässt die Farbe (das Druckbild) auf dem Druckgut. Bei einem Mehrfarbdruck wird dieser Farbgang in einem zweiten Durchlauf mit einer anderen Farbe wiederholt.
Der Vorteil dieser Druckübertragung besteht in der Verformbarkeit des Tampons, durch den das Bedrucken von gewölbten Flächen (konvex, konkav oder genarbt) möglich wird. Der Tampon nimmt aufgrund seiner Elastizität die Form des zu bedruckenden Körpers an und kann so ideal das Motiv auf den Bedruckstoff übertragen. Das Druckbild wird auf den Druckkörper übertragen. Die Farbübertragung auf den Bedruckstoff liegt auf Grund des Silikonöls im Tampon bei annähernd 100 %. Zudem können unterschiedlichste Größen in unterschiedlichsten Farben bedruckt werden.

## Anwendung

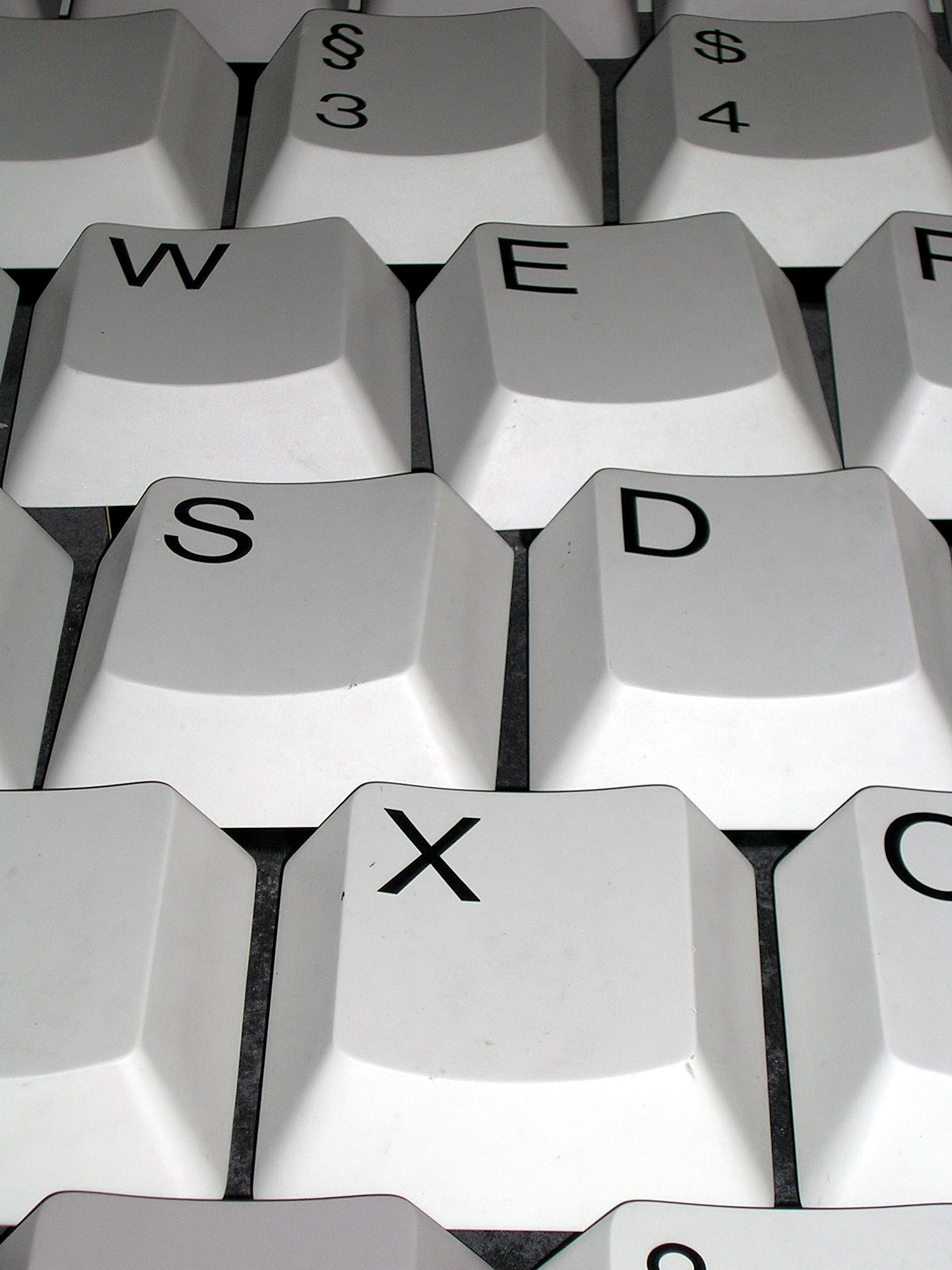
Gewölbte Flächen, wie zum Beispiel die Tasten einer Tastatur, werden meist mit Tampondruck beschriftet

Der Tampondruck kann auf Grund seiner Anpassungsfähigkeit beim Druck auf relativ komplex geformte Oberflächen eingesetzt werden. Anwendungsbereiche sind zum Beispiel das Bedrucken von Spritzen, Spielzeugen, CDs, Geschirr, Schraubverschlüssen, medizinische Produkte, Flugzeug- und Fahrzeuginnenteile, Feuerzeugen, Blechdosen und Münzen. Dabei spielt das Oberflächenmaterial eine eher untergeordnete Rolle. So kann der Druck auf Kunststoff, Gummi, Glas, Keramik, Papier, Holz, Metall und vielen weiteren Materialien problemlos aufgetragen werden.
Im Automobilbereich werden viele Teile im Tampondruck dekoriert, wie zum Beispiel die Blinker- oder Scheibenwischerhebel.
In der Werbemittelbranche und bei der Modelleisenbahn wird diese Drucktechnik besonders oft angewandt, da viele Werbeartikel und Schienenfahrzeugmodelle keine ebene Oberfläche aufweisen.

## Maschinentechnik
Der mechanische Aufbau des Farbgebersystems unterscheidet drei Grundtypen:
Offenes Farbsystemab ca. 1971, die Farbe liegt in einem offenen Farbbecken, wird durch den Farbspachtel über das Druckklischee gestrichen und die überschüssige Farbe wird durch das Rakelmesser abgerakelt. Ein Vorteil dieses Systems ist bei großen Druckflächen gegeben. Bei kleinen Druckflächen gilt dieses Farbgebersystem als überholt.
Geschlossenes Farbsystemab ca. 1983, Farbe liegt in einem hermetisch geschlossenen Farbtopf, der zugleich durch einen umlaufenden Rakelring aus Hartmetall oder Keramik das Rakelelement beinhaltet und die überschüssige Farbe abrakelt.
Der Rakelring ist zugleich das Dichtelement. Damit nicht unerwünscht Farbe austritt, wird der Topf gegen das Klischee gepresst. Bei manchen Maschinen erfolgt dies durch Magnete, bei anderen durch einstellbare Federvorspannung oder durch pneumatische Anpressung.
Rotationstampondruckab ca. 1981, zur Bedruckung runder Teile oder für kontinuierlichen Druck. Sowohl Tampon als auch Klischee sind als Walzen ausgebildet und erlauben dadurch einen kontinuierlichen Bewegungsablauf. Die Farbe liegt in einem offenen Farbbecken. Anwendung z. B. in Anlagen zum Bedrucken von Flaschenverschlüssen oder Kunststoffprofilen.
Bei manchen Tampondruckmaschinen erfolgen die Bewegungen pneumatisch, bei anderen, vor allem schnellen Maschinen elektromechanisch über Kurvenscheiben. Die neueste Generation von Tampondruckmaschinen wird mittels Linear-Motoren angetrieben, was einen programmierbaren Arbeitsablauf gewährleistet. Über eine automatisierte Teileerkennung können verschiedenste Druckbilder abgegeben werden, ohne dass dafür das Klischee gewechselt werden muss.
Hochwertige Maschinen besitzen meistens eine automatische Vorrichtung zur Reinigung des Tampons (Tamponreinigung, Restfarbenabholung) und eine automatische Farbverdünnung. Maschinen zur Integration in Automationen sind zweckmäßig mit speicherprogrammierbaren Steuerungen (SPS) und passenden Schnittstellen ausgerüstet.